# قلعه تبرک (کوهرنگ)
قلعه تبرک روستایی تاریخی وگردشگری در شهرستان کوهرنگ، بخش بازفت، استان چهارمحال و بختیاری است. این روستا ازدوتیره اسوند و قاضی تشکیل شده است. 